# TPG-1狙擊步槍
TPG-1（德語：Taktisches Präzisions Gewehr，意為：戰術精密步槍）是一款由奧地利槍械製造商尤尼克阿爾卑斯（英語：Unique Alpine）所研製和生產的模塊化、多種口徑設計、高度戰術應用的競賽型手動狙击步枪。分為多種口徑，分別發射5.56×45毫米北約口徑（或是民用狩獵市場的.223 Remington）、.243溫徹斯特、7mm-08 Remington、7.62×51毫米北約口徑（或是民用狩獵市場的.308 Winchester）、6.5×55毫米瑞典口徑、.300溫徹斯特麥格農（.300 Win Mag，7.62×67毫米）、6.5×47毫米拉普、.22 PPC、6毫米 Norma BR、6.5-284 Norma和.338拉普麥格農（.338 Lapua，8.6×70毫米或8.58×70毫米）步枪子彈。

## 歷史
TPG-1原為法国尤尼克公司所設計、開發。後來由於尤尼克公司倒閉，項目被轉移至德国並且在德國組裝生產；而零部件則由德国和奧地利共同製造。
TPG-1在2006年舉行的第33屆國際狩獵與運動武器展覽會（IWA2006）上首度推出。

## 設計細節
TPG-1的外觀設計特別，設計符合人體工學。粗獷豪放帶有結實耐用的印象，更充分地帶有一種野性美。
新穎流暢的槍托造型以及金屬亮色的槍管都讓全槍具有時尚的元素。雖然軍用狙擊步槍同時追求精度和隱蔽性，因而不採用會發出閃亮的槍管，以避免被敵方反狙擊，不過由於TPG-1的設計定位是執法機關及民間用途，如此大膽出位基本上不會出現這些問題。不過如有需要，槍管也可改為啞黑色。

### 槍管和口徑
TPG-1為手動狙擊步槍，採用旋转后拉式枪机，具有不同口徑的多種型號，分別發射.223 Remington（或是軍用型5.56×45毫米北約口徑）、.243溫徹斯特、.308 Winchester（或是軍用型7.62×51毫米北約口徑）、.300 Winchester Magnum和.338 Lapua Magnum（.338 Lapua，8.6×70毫米或8.58×70毫米）等多種規格的步枪子彈，特種消聲型號發射.22 PPC和6毫米 Norma BR亞音速步槍子彈，通過更換槍管和槍機組件即可快速實現不同型號之間的轉換。
TPG-1使用不鏽鋼製自由浮動式槍管，槍管外表面具有6條縱向凹槽狀加強筋，便於施力擰緊。槍管尾端與機匣聯接部位採用螺紋連接，牢固可靠除了發射.338 Lapua Magnum（.338 Lapua，8.6×70毫米或8.58×70毫米）的長度為700毫米（17.72英吋）和.308 Winchester消聲型步槍為450毫米（17.72英吋）外接整體式消声器外，其他均為650毫米（25.59英吋）。
除了特種消聲型號，TPG-1的槍口以上裝有6室式制退器，可減少後座力、槍口上揚和槍口焰。

### 機匣
TPG-1與眾多現代槍械一樣，使用了由高強度及高隔振的優質鋁合金材料製造的機匣，在減輕重量的同時保持了機匣的強度。除了機匣，TGP-1的槍托本體同樣地採用優質鋁合金材料所製造。機匣和槍托本體都由同一種材料所製造，不但是為了簡化選用材料、減低製作成本，更重要的是相同的變形係數有利於保持部件的裝配狀態，可以在環境溫度驟變時將材料形變對性能穩定性的負面影響降到最低。而TPG-1的下機匣也是由高強度鋁合金所製造而成，內部設有其扳機系統。機匣與後方的聚合物槍托之間裝上了彈性墊，以減少在射擊時所造成的振盪。

### 槍機
TPG-1使用厚重的钢製旋轉後拉式槍機，非常容易拆卸和維護，槍栓以上帶有三個鎖耳（英語：Lug，又稱：閉鎖突箏），整體為三角形截面，槍機開鎖及閉鎖時只需要60度旋轉，並且與槍管直接閉鎖。另外又為了提高鋁合金機匣的局部強度，在拉機柄槽周邊更嵌入钢件，避免因為拉動槍械的反復撞擊對其及周圍造成損毀。槍機動作平穩可靠，外形粗大、尾端為球形的拉機柄，冬天戴著厚手套也能操作自如。槍機尾部是TPG-1的手動保險。槍機可以分解為槍機主體、擊針組件和手動保險三個部份。拉機柄設置右側。槍機釋放並非常靈巧以便更換槍機。

### 手槍握把
澆鑄式塑料製造的手槍握把表面加工有著如搓紋革般的凸凹紋路，可以增加與手掌的摩擦係數；加上手槍握把上具有手指凹槽，使操作握持更為穩固。

### 槍托
TPG-1具有新穎別緻的槍托外形，其實現正是拜注塑成型工藝所賜。工程塑料件的注塑成型工藝，便於零件形狀的優化設計和製造，而且加工一致性出色。奧地利尤尼克阿爾卑斯公司使用了專利的塑料件表面塗覆工藝技術，使全槍外觀更為美觀，耐磨性能也相當出色。槍托中間具有讓拇指穿過的大孔方便握緊。
TPG-1具有三個可調節處。第一個是槍托脊部上帶有托腮板（高度調整，有高度標記指示），不需要使用工具就可以調節高度。托腮板還可以調節其傾斜度。
第二個是槍托尾部的橡膠製緩衝墊狀槍托底板（英語：Buttplate，高度調整），緩衝墊呈內弧型設計，非常適合使用者抵住肩膀。它可以進行上下調節，這樣使用者可以調整其抵肩高度。調節時只需要手動旋轉右側的旋鈕，就可以進行上下調節。槍托底板還可以縮短或是增加槍托（以及全槍）的長度，以至向左右偏轉一定的角度以滿足射手的特殊需要。
第三個是槍托底板下方的伸縮式後腳架，可作為狙擊步槍的駐鋤，用於輔助架槍。長度可調以適應地形需要，並且可以對架槍高度進行微調。後腳架與前端的兩腳架相配合，可以讓TPG-1自行穩定在射擊位置上，這樣使用者可在執行觀察任務時充分休息，無需時時刻刻端著狙擊步槍，有助於保存體力。

### 擊發機構
TPG-1採用了標準型運動步槍式扳機，扳機扣力可在6—11牛頓（1.35—2.47磅力）之間完全可調節。扳機就在寬大的扳機護環以內，冬天戴著厚手套也能操作自如。

### 保險系統
槍機尾部是TPG-1的主要手動保險，當使用拇指向下按動保險到位就處於保險位置，保險會卡住擊針以起到保險作用；而當使用拇指向上扳動保險就處於待擊位置，可以隨時扣動扳機進行射擊。TPG-1亦設有防跌落保險（英語：Drop Safety）。防跌落保險可以防止擊針在此槍不慎摔落或受到各種巨大的撞擊以下釋放並且撞擊底火。手動保險和防跌落保險是弩炮狙擊步槍最初帶有的雙重保險系統。

### 供彈方式
TPG-1是由一具高質量可拆卸式金属彈匣從下機匣彈匣口供彈，也可以封鎖其槍身上的彈匣插槽，使之成為最受專業人士歡迎的單發裝填式狙擊步槍。

### 附件
機匣的頂部（12點位置）裝有全長的MIL-STD-1913戰術導軌，TPG-1沒有內置其機械瞄具，必須利用其機匣頂部所設有的一條MIL-STD-1913戰術導軌安裝日間／夜間望遠式狙擊鏡、光学瞄準鏡、反射式瞄準鏡、夜視儀、热成像仪和／或以戰術導軌安裝的機械瞄具作為TPG-1的瞄準具，亦可以在護木上方增加了MIL-STD-1913戰術導軌座以便在光學狙擊鏡前串連式安裝夜視鏡，前後串連式安裝配置模式可以擴大瞄準具附件的加裝應用模式。
護木下方設有柱狀兩腳架接口，使用者可以選擇使用原廠配備的輕便式兩腳架。兩腳架不會接觸槍管，因此不會影響射擊時的精度。

## 附注
2008年9月，德國當局攔截40枝TPG-1型狙擊步槍通過法國運到伊朗。
在美国特種作戰司令部（英語：USSOCOM）發出的一項名為精密狙擊步槍（簡稱：PSR）的合同之中，由比利时國營埃斯塔勒（英語：Fabrique Nationale，簡稱：FN）推出的樣槍FN Ballista就是比利时國營赫斯塔爾和奧地利尤尼克阿爾卑斯公司合作，TPG-1為藍本重新設計並且推出。

## 使用國
- 德国
  - 特別行動突擊隊
- 匈牙利
  - 匈牙利警察

## 流行文化

### 电子遊戲
- 2008年—《AVA Online》：於遊戲公測日上架，使用7.62×51毫米北約口徑子彈，更可改裝上.338拉普麥格農子彈，已於2014年由FN-Ballista取代。已知現今還有出現的六把TPG-1狙擊步槍，其中兩把「TPG-1」跟「TPG-1 EPKO隼」在有AI模式的地圖（殲滅房或合作模式的死亡風車）中都是由AI傭兵所持有，另一把「TPG-1 極地殺手」則是當初戰谷時期有在小瑪莉抽到此槍的玩家所持有，其他三把分別為「紅焰翔鳳」、「烈光翔鳳」和「黃金寶藏」則是以相關消費活動來取得
- 2012年—《战争前线》：命名為「Alpine」，为狙击手专用武器，以5发弹匣供彈，Point点武器，中国大陆服务器无需解锁即可购买，可以改装枪口配件（通用消音器、狙击枪消音器）、战术导轨配件（狙击枪双脚架）以及瞄准镜（狙击枪5.5x瞄准镜、狙击枪4.5x中程瞄准镜、狙击枪4x短程瞄准镜）；欧美与俄罗斯服务器为专家解锁，可以改装枪口配件（通用消音器、狙击枪消音器、狙击枪制退器）、战术导轨配件（狙击枪双脚架、特殊狙击枪双脚架）以及瞄准镜（狙击枪5.5x瞄准镜、狙击枪4.5x中程瞄准镜、狙击枪4x短程瞄准镜、狙击槍5x快速瞄准镜）。拥有圣诞节专属涂装版本和流光迷彩改装版本，强化威力与射程。
  - 此枪在中国大陆服务器遭到严重削弱，威力为280并且开镜速度非常慢；而欧美与俄罗斯服务器的威力为320且开镜速度正常。圣诞节版本为活动专属武器；流光迷彩版本为STEAM特供DLC专属武器，只能通过下载STEAM特供DLC获得。

## 資料來源
1. ↑  . Modern Firearms: Sniper Rifle. World Guns.   [2012-10-16]. （原始内容存档于2011-10-22）.
2. ↑  Crane, David. . DefenseReview.com. 2004-10-26  [2012-10-16]. （原始内容存档于2012-04-04）.
3. ↑   [Military Technology]. Volume 25. Grupo Editorial Mönch. 2003: 52–53  [2012-10-16]. （原始内容存档于2014-06-26） （西班牙语）.
4. ↑  . International News. Spiegel Online. 2010-07-12  [2012-10-16]. （原始内容存档于2012-05-02）.

## 外部連結
- （德文）—Official web page（页面存档备份，存于）
- （德文）—Tiro deportivo y caza—UNIQUE ALPINE TPG-1
- （英文）—Modern Firearms—Unique Alpine TPG-1 sniper rifle（页面存档备份，存于）
- （英文）—Sniper Central—Unique Alpine TPG-1
- （英文）—Defense Review—Unique Alpine TPG-1 Modular Multi-Caliber Sniper Rifle for Tactical Apps（页面存档备份，存于）
- （英文）—Gunmart—Unique Alpine TPG 1 rifle review（页面存档备份，存于）
- （英文）—YouTube上的Unique Alpine TPG 1
- （简体中文）—铁血网—德国尤尼科-阿尔皮纳TPG-1狙击步枪（页面存档备份，存于）